# Италианска православна църква
Италианската православна църква е автономна поместна православна църква, непризната от каноничните православни църкви.
Църквата е основана през 1991 г. от бившия католически свещеник, приел православието Антонио де Росо. Антонио де Росо е ръкоположен за свещеник от епископи на Свещения Синод на Противостоящите – Гръцка Православна Църква. През 1993 г. Италианската православна църква става автономна част към Българския алтернативен синод. Антонио де Росо е ръкоположен за митрополит на Равена през 1995 г. от митрополит Пимен, и става член на Светия синод към Българския алтернативен синод.
Църквата не е призната от нито една канонична православна църква, но е призната освен от Българския алтернативен синод и Свещения Синод на Противостоящите – Гръцка Православна Църква и от Черногорската православна църква.